# Citroën Type A
La 10 HP Type A, o più semplicemente Type A, è la prima autovettura prodotta dalla casa francese Citroën.

## Profilo e storia

### Genesi e debutto
Durante la prima guerra mondiale, André Citroën aveva fondato un'azienda per la produzione di granate e proiettili, attività che gli consentì di accumulare una discreta fortuna economica. Ma quando la guerra stava avviandosi verso la fine, il vulcanico imprenditore francese cominciò a pensare a come reindirizzare tale attività una volte cessate le ostilità. Quasi subito pensò al ramo automobilistico, visto che aveva già avuto esperienze significative con la Mors, un'altra casa automobilistica francese per la quale rivestì il ruolo di direttore generale, fra l'altro con brillanti risultati. Dopo alcuni dubbi sul tipo di vettura da produrre, lussuosa ed esclusiva o popolare ed economica, André Citroën poté dedicarsi davvero alla riconversione della sua attività. Purtroppo, però, un altro grosso ostacolo parve inizialmente impedire la realizzazione di questo obiettivo: l'inflazione galoppante che tagliava rapidamente il valore del denaro, ragion per cui anche il cospicuo patrimonio accumulato da Citroën nel corso degli anni stava velocemente svalutandosi.  E d'altro canto, in qualche modo si doveva cominciare: Citroën aveva già annunciato la vettura per il marzo 1919 ad un prezzo inizialmente stimato di 6.950 FF, un prezzo reso possibile grazie al nuovo metodo di produzione su catena di montaggio, appreso da Citroën nei primi anni '10 presso lo stabilimento Ford di Dearborn (Michigan) durante un viaggio negli USA. Ma la fabbrica di quai de Javel era ancora in fase di conversione e con molti meno dipendenti (3.300 contro 11.700 in periodo bellico). Ciò causò quindi anche forti ritardi sulla presentazione della vettura, tanto che alcuni cominciarono ad ironizzare sulla fantomatica Citroën tanto sbandierata ma ancora inesistente. A ciò si aggiunsero altri inconvenienti, come la caduta accidentale di una vettura in fase di montaggio, avvenuta nel mese di aprile, ragion per cui si dovette rifare la vettura daccapo. Finalmente, durante la primavera, cominciò la produzione dei primissimi esemplari. Il primo vide la luce nel maggio 1919, due mesi dopo la data prevista, ma la cadenza produttiva era estremamente lenta, due esemplari nei primi due mesi. Ciò che consolò l'opinione pubblica fu il fatto che il 4 giugno vi fu la tanto agognata presentazione della vettura in un magazzino degli Champs Elysées, mentre il 7 luglio dello stesso anno avvenne la consegna della prima Type A al primo cliente, un venditore di bestiame. Così, fra stenti e difficoltà, di ogni genere nacque la Type A, la prima vettura a marchio Citroën.

### Caratteristiche
La Type A fu una vettura rivoluzionaria, un aggettivo che a lungo verrà abbinato alla produzione della Casa del "double chevron", specialmente nei suoi primi 50 anni di attività. Non solo si trattò della prima Citroën della storia, ma anche della prima auto europea di gran diffusione. Fu inoltre la prima europea costruita su catena di montaggio, il che consentì un drastico abbattimento dei costi di produzione, ripercuotendosi sul prezzo di listino finale e dando il via ad un processo di democratizzazione dell'automobile, un fenomeno che di lì a non molto si sarebbe allargato anche ad altri costruttori, non solo francesi. Mentre fino a quel momento le auto erano riservate unicamente a persone molto benestanti, con la Type A si scese più in basso nella scala sociale, dando la possibilità di un'autovettura anche a persone di ceto medio-alto. Infine, la Type A fu la prima vettura ad essere consegnata pronta da guidare, con tanto di carrozzeria, in contrasto con le tendenze dell'industria automobilistica del periodo fra le due guerre, che prevedeva la realizzazione del solo telaio nudo da "vestire" presso carrozzieri esterni.
Tecnicamente, la Type A è basata su di un telaio longheroni e traverse in acciaio, disponibile in due varianti, una a passo lungo ed una a passo corto. Al suo lancio, la Type A venne prevista in più varianti di carrozzeria: la torpedo corta a 3 posti, torpedo lunga a 4 posti, coach a 3 posti su telaio lungo o corto, berlina lunga a 4 posti e coupé de ville su telaio lungo. Il motore utilizzato era un quattro cilindri in linea a 4 cilindri da 1327 cm³, con distribuzione a valvole laterali e con potenza di 18 CV a 2100 giri/min. Il cambio era a 3 marce e la trazione era posteriore. Molto semplice ed elementare lo schema sospensivo della Type A, ad assale rigido su entrambi gli assi, completamente privo di ammortizzatori, con un avantreno dotato di molle a quarto di balestra e un retrotreno a due quarti di balestra sovrapposti. Quanto ai freni, vi era un freno a tamburo entrobordo che agiva sulla trasmissione ed era azionato da un pedale. Inoltre vi era anche un freno a mano che agiva sulle ruote posteriori. La velocità massima che la Type A poteva raggiungere stava tra i 65 ed i 68 km/h, a seconda del tipo di carrozzeria adottato.

### Carriera commerciale

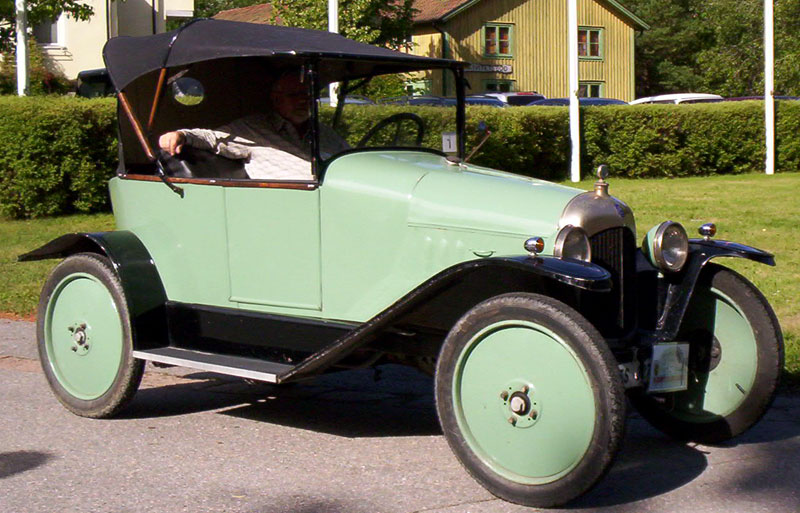
Una Type A torpedo a passo corto

I problemi per la Type A e per André Citroën non finirono neppure dopo il lancio della vettura: i ritmi produttivi troppo lenti e l'inflazione galoppante provocarono ritardi da una parte e necessità di aumentare notevolmente il prezzo di listino rispetto a quanto stabilito nel mese di aprile per poter rientrare almeno in minima parte dai costi di produzione. Per esempio, per una torpedo a 3 posti, il cui prezzo dichiarato inizialmente era di 7.250 FF (comunque già superiore ai 6.950 FF dichiarati prima di marzo), André Citroën fu costretto a chiedere 11.000 franchi, suscitando così le ire degli acquirenti, alcuni dei quali intentarono delle cause civili contro l'imprenditore. Dall'estate alla fine di quello stesso anno, i ritmi produttivi aumentarono e la produzione al 31 dicembre 1919 ammontò a 2.810 esemplari, non molti, ma sicuramente di un livello più promettente. Durante tutto il successivo 1920, la produzione sarebbe arrivata a 12.244 esemplari, ancora più tranquillizzante sotto il piano produttivo. Ma nel frattempo, i problemi finanziari erano ancora più che evidenti: alla fine, a risolvere il tutto, intervenne la SADIF, una società finanziaria fondata da Lucien Rosengart e finalizzata ad aiutare le imprese francesi in difficoltà durante il periodo di superinflazione. Grazie a tale intervento, la Casa di quai de Javel uscì dalle grane finanziarie e poté guardare con maggior fiducia al futuro e agli sviluppi futuri del suo piano produttivo.

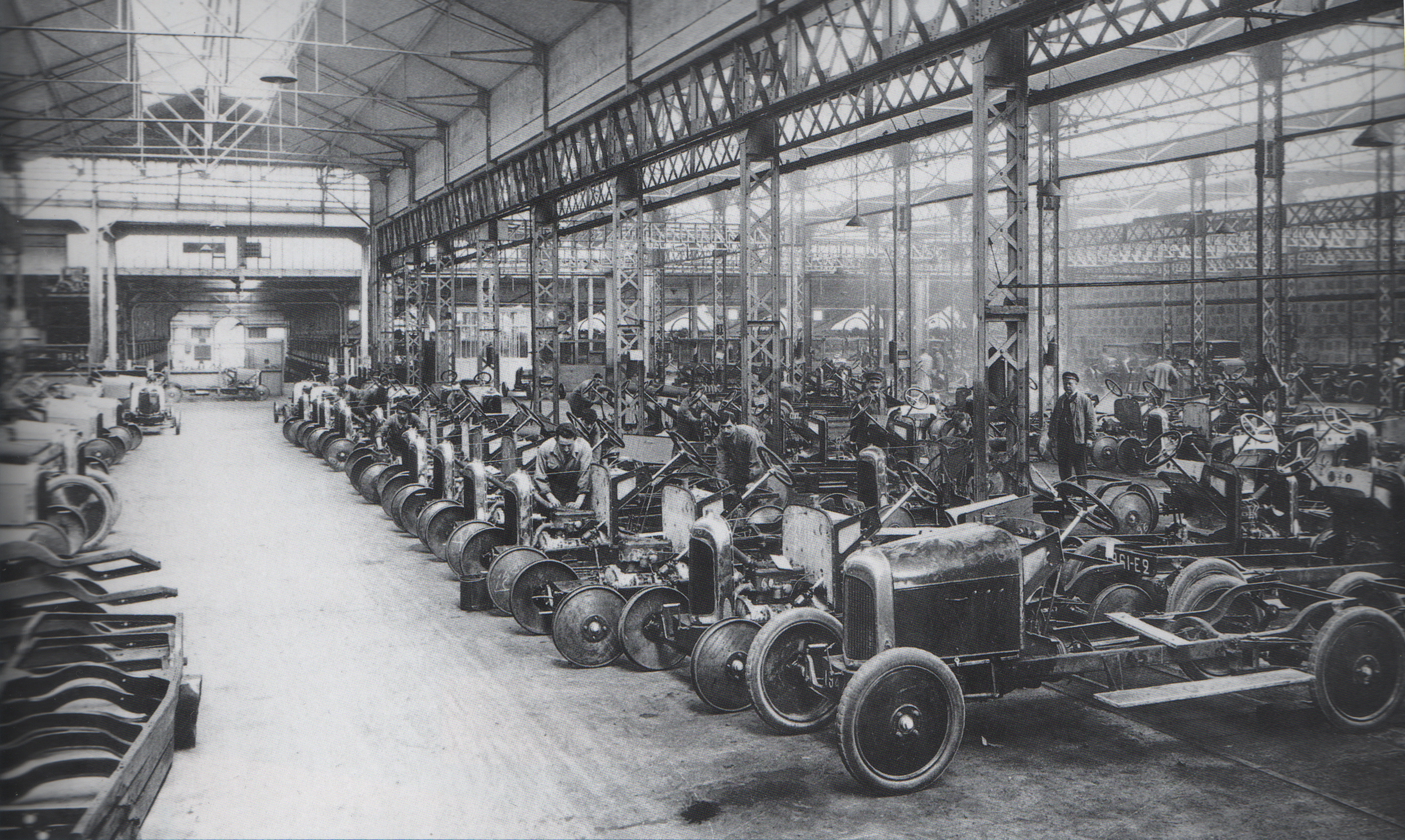
La linea di montaggio della Type A

Ma intanto i prezzi di listino non smisero di salire: nel febbraio del 1920 si raggiunse l'apice, con la torpedo a 4 posti che arrivò addirittura a 16.500 FF, oltre il doppio del prezzo dichiarato dal costruttore neppure un anno prima. Nel 1920 una Type A vinse una gara di consumo tenutasi sul circuito della Sarthe. In effetti, con i suoi 7,5 litri ogni 100 km la vettura fu effettivamente una delle più econome del periodo compreso fra le due guerre. Ciò poteva deporre sicuramente a favore della Type A. Ma in realtà la Type A riuscì ad ottenere consensi solo perché la concorrenza, più organizzata ma priva di catena di montaggio e anch'essa in difficoltà per l'inflazione, non riusciva ad essere particolarmente concorrenziale. Solo a partire dall'autunno del 1920 i prezzi cominciarono a scendere e, sempre per la torpedo a 4 posti, vennero richiesti 15.900 FF. E proprio in quel mese la gamma venne aggiornata per l'ultima fase della sua carriera commerciale: abolito già dal precedente mese di aprile il telaio a passo corto, la Type A venne proposta in tre livelli di allestimento, Standard, Luxe e Special. Il primo era il livello di base, con dotazione meno completa e disponibile come torpedo a 4 posti, coach a 3 posti e coupé de ville; la seconda era caratterizzata da finiture più curate e disponibile come torpedo sport, berlina a 4 posti e coupé de ville; il terzo allestimento, disponibile solo come torpedo sport, era caratterizzata dal fatto di montare un altro motore, della cilindrata di 1452 cm3, ma con valvole in testa ed in grado di erogare una potenza massima di 22 CV. Con questo motore, la velocità max della Type A Sport raggiunse i 75 km/h. Altra differenza della Special rispetto alle altre Type A fu la presenza di una coppia di ammortizzatori al retrotreno. Inoltre, fu proposta anche una versione furgonata in quattro varianti, pensata per coloro che necessitavano di un mezzo di trasporto per il lavoro.
Nel mese di giugno del 1921, venne lanciata la B2, che andrà a sostituire la Type A. Quest'ultima venne quindi tolta di produzione dopo essere stata prodotta in 24.093 esemplari.